# 한국수자원공사
한국수자원공사(韓國水資源公社, Korea Water Resources Corporation, K-water)는 수자원을 종합적으로 개발, 관리하여 생활용수 등의 공급을 원활하게 하고 수질을 개선함으로써 국민 생활의 향상과 공공복리의 증진에 이바지함을 목적으로 설립된 대한민국의 공기업이다.
1966년 8월 국토종합개발계획에 의거 한국수자원개발공사법이 제정되어 1967년 11월 한국수자원개발공사로 설립되고, 1974년 2월 1일 산업기지개발공사로 확대 개편 후, 1987년 한국수자원공사법을 제정, 1988년 한국수자원공사로 개편하여 현재에 이르고 있다. 본사는 대전광역시 대덕구 연축동에 있고, 수자원 연구원은 대전광역시 유성구 전민동에 있다.

## 주요 사업
| 수자원시설건설,관리 - 한강수계 - 다목적댐: 소양강댐, 충주댐, 횡성댐 - 홍수조절댐: 군남댐, 평화의댐, 한탄강댐 - 용수댐: 광동댐, 달방댐 - 기타: 경인아라뱃길 - 금강·영산강·섬진강수계 - 다목적댐: 대청댐, 용담댐, 섬진강댐, 주암댐, 부안댐, 보령댐, 장흥댐 - 홍수조절댐: 담양홍수조절지, 화순홍수조절지 - 용수댐: 수어댐, 평림댐 - 낙동강수계 - 다목적댐: 군위댐, 김천부항댐, 안동댐, 임하댐, 합천댐, 남강댐, 밀양댐, 보현산댐, 성덕댐, 영주댐 - 용수댐: 운문댐, 영천댐, 사연댐, 대암댐, 안계댐, 연초댐, 구천댐, 선암댐, 대곡댐, 감포댐 - 기타: 낙동강하굿둑 상하수도 건설, 관리 - 전국 48개 광역 및 공업용수도 시설을 통해 하루 1,756만톤 생활,공업 용수 공급 - 2004년 논산을 시작으로 총 22개의 지자체 지방상수도 수탁 운영 - 전국 12개 지자체와 59개소 하수처리시설 수탁 운영 | 산업단지, 신도시 조성 - 완료: 안산신도시(제1,2단계), 시화지구 개발사업, 구미국가산업단지, 여수국가산업단지, 창원국가산업단지, 온산국가산업단지 - 진행: 시화MTV, 송산그린시티개발사업, 구미확장단지, 구미하이테크밸리, 부산에코델타시티, 부여 규암지구, 나주 노안지구 기타 사업 - 해외 사업, 하천 관리, 국제 교육, 해수 담수화, 기초 조사 등 |

## 연혁
- 1966년 8월 3일 한국수자원개발공사법 제정, 공포
- 1967년 11월 16일 한국수자원개발공사 창립[1]
- 1973년 6월 30일 구미 공업단지 매립 공사 완공
- 1973년 10월 15일 소양강댐 준공
- 1973년 11월 19일 창원기계공업단지 조성사업 착수
- 1974년 2월 1일 산업 기지 개발 공사로 확대 개편
- 1976년 10월 28일 안동댐 준공
- 1980년 12월 2일 대청댐 준공
- 1985년 10월 17일 충주댐 준공
- 1987년 11월 16일 낙동강 하구둑 준공
- 1987년 12월 4일 한국수자원공사법 제정, 공포
- 1988년 7월 1일 한국수자원공사 재창립
- 1989년 12월 31일 합천댐 준공
- 1993년 11월 19일 안산신도시 1단계 건설 사업 완료
- 1996년 12월 13일 일산신도시 상수도 확장공사 준공
- 2000년 11월 2일 충주댐계통 광역상수도 준공
- 2003년 12월 30일 대청댐계통(2단계) 광역 상수도 준공
- 2003년 12월 30일 논산시 지방상수도 위수탁협약 체결
- 2004년 3월 18일 수돗물 분석 연구 센터 준공
- 2006년 3월 15일 CI 선포식 실시
- 2009년 6월 29일 안산신도시 2단계 건설사업 완료
- 2012년 5월 25일 경인아라뱃길 개통
- 2014년 4월 9일 파주시와 Smart Water City 협약 체결
- 2015년 4월 10일 세계물포럼 기념센터 개관
- 2015년 4월 15일 아시아물위원회(Asia Water Council) 창립
- 2016년 2월 25일 보령댐 수상태양광 준공식
- 2016년 4월 15일 필리핀 불라칸 상수도사업 착공식

## 조직
- 이사회
- 감사위원회
  - 상임감사위원
    - 감사실

### 한국수자원공사장
- 홍보실
- 인재개발원
- 기획본부
  - 기획조정실
  - 경영관리실
  - 법무실
  - 물산업플랫폼센터
- 사업총괄부문
  - 사업기획처
  - 사업개발1처
  - 사업개발2처
  - 물순환사업처
  - 물에너지처
  - 설계처
  - 사업관리본부
    - 사업경영처
    - 통합물관리처
    - 사업관리1처
    - 사업관리2처
    - 물종합진단처
- 한강유역본부
- 금강유역본부
- 영섬(영산강·섬진강)유역본부
- 낙동강유역본부

#### 부사장

##### 경영본부
- 인재경영처
- 재무관리처
- 정보관리처
- 혁신추진단
- 재난안전처
- 비상계획처

##### 기술정보본부
- 기술기획처
- 물정보종합센터
- 기술기준센터

##### 해외사업본부
- 동남아사업단
- 필리핀사업단
- 캄보디아사업단
- 인도네시아사업단
- 파키스탄사업단
- 조지아사업단
- 적도기니사업단

##### 사회사업본부
- 관리처
- 사업처
- 사회환경센터
- MTV건설단
- 송산업건설단
- 시화조력관리단

##### K-water 융합연구원
- 연구지원처
- 물정책연구소
- 물순환연구소
- 인프라안전연구소
- 스마트워터연구소
- 물에너지연구소
- 수질연구센터

## 역대 사장
| 대수 | 이름                     | 임기                      | 비고                    |
| ---- | ------------------------ | ------------------------- | ----------------------- |
| 초대 | 장창국                   | 1967년 11월 ~ 1967년 12월 | 한국수자원개발공사 사장 |
| 2대  | 안경모                   | 1967년 12월 ~ 1983년 1월  |                         |
| 3대  | 이희근                   | 1983년 2월 ~ 1988년 6월   |                         |
| 4대  | 이상희                   | 1988년 6월 ~ 1989년 3월   | 한국수자원공사 사장     |
| 5대  | 이태교                   | 1989년 4월 ~ 1993년 3월   |                         |
| 6대  | 이윤식                   | 1993년 4월 ~ 1995년 1월   |                         |
| 7대  | 이태형                   | 1995년 1월 ~ 1996년 12월  |                         |
| 8대  | 임정규                   | 1996년 12월 ~ 1998년 5월  |                         |
| 9대  | 최중근                   | 1998년 5월 ~ 2001년 3월   |                         |
| 10대 | 고석구                   | 2001년 3월 ~ 2005년 4월   |                         |
| 11대 | 곽결호                   | 2005년 9월 ~ 2008년 4월   |                         |
| 12대 | 김건호(직무대리: 김완규) | 2008년 7월 ~ 2013년 7월   |                         |
| 13대 | 최계운(직무대리: 이학수) | 2013년 11월 ~ 2016년 5월  |                         |
| 14대 | 이학수                   | 2016년 9월 ~ 2020년 2월   |                         |
| 15대 | 박재현                   | 2020년 2월 ~ 2023년 2월   |                         |
| 16대 | 윤석대                   | 2023년 6월 ~              |                         |